# بالی‌هالبرت
بالی‌هالبرت (به انگلیسی: Ballyhalbert) یک روستا در بریتانیا است. بالی‌هالبرت ۱٬۰۲۶ نفر جمعیت دارد.